# Tricyphona pectinata
Tricyphona pectinata är en tvåvingeart som beskrevs av Alexander 1931. Tricyphona pectinata ingår i släktet Tricyphona och familjen hårögonharkrankar. Inga underarter finns listade i Catalogue of Life.